# Шикир Олег Анатолійович
Олег Анатолійович Шикир (нар. 20 серпня 1973) — український футболіст, що грав на позиції захисника і півзахисника. Відомий за виступами за футбольний клуб «Нива» (Вінниця) у вищій українській лізі.

## Клубна кар'єра
Олег Шикир розпочав виступи на футбольних полях у команді вищої української ліги «Нива» з Вінниці, в складі якої дебютував у першому чемпіонаті незалежної України, зігравши 5 матчів у чемпіонаті. Проте вінницька команда за підсумками швидкоплинного першого чемпіонату України вибула до першої ліги. У першій лізі за вінницьку команду Шикир вже не грав, і після матчу на Кубок України з баранівським «Кераміком» перейшов до складу аматорської команди «Поділля» з Кирнасівки. У 1994 році грав у складі вінницького «Хіміка» в Кубку України. У 1995 році повернувся до вінницької «Ниви», зіграв у її складі ще 3 матчі у вищій лізі. У 1996 році став гравцем команди другої ліги «Система-Борекс» з Бородянки, у складі якої грав до кінця 1997 року. На початку 1998 року став гравцем іншої команди другої ліги «Фортуна» з Шаргорода, в якій грав до середини 1999 року. У сезоні 1999—2000 років Олег Шикир грав у другій лізі в команді «Нива» (Вінниця), проте цього разу це був фарм-клуб головної вінницької команди, яка на той час мала назву ФК «Вінниця». Після цього тривалий час Шикир грав у складі аматорського клубу «Будівельник» з Гнівані. Після завершення виступів на футбольних полях Олег Шикир працює дитячим тренером у Вінниці.